# Usteriki, Verhovîna
Usteriki (în ucraineană Устерікі) este o comună în raionul Verhovîna, regiunea Ivano-Frankivsk, Ucraina, formată numai din satul de reședință.

## Demografie
Componența lingvistică a comunei Usteriki
     Ucraineană (99,87%)
     Alte limbi (0,13%)
Conform recensământului din 2001, majoritatea populației comunei Usteriki era vorbitoare de ucraineană (99,87%), existând în minoritate și vorbitori de alte limbi.